# Pierres de la Cahorie
Les Pierres de la Cahorie sont deux mégalithes situés à Bouchamps-lès-Craon, en France.

## Historique
Les mégalithes font l’objet d’une inscription au titre des monuments historiques depuis le 26 janvier 1989.